# Lista de deputados estaduais do Pará da 14.ª legislatura
Essa é uma lista de deputados estaduais do Pará eleitos para o período 1999-2003.

## Composição das bancadas
| Partido | Líder                     | Bancada | Posição      |
| ------- | ------------------------- | ------- | ------------ |
| PSDB    | Zeca Araújo               | 8 / 41  | Governo      |
| PMDB    | Hélio Leite               | 8 / 41  | Oposição     |
| PPB     | Antenor Bararú            | 4 / 41  | Governo      |
| PT      | Zé Geraldo                | 4 / 41  | Oposição     |
| PFL     | Pastor Carlos de Jesus    | 3 / 41  | Oposição     |
| PL      | Nadir Neves               | 3 / 41  | Governo      |
| PDT     | Zequinha Marinho          | 3 / 41  | Independente |
| PTB     | Claudinei Furman          | 3 / 41  | Governo      |
| PSD     | Duciomar Costa            | 2 / 41  | Governo      |
| PSB     | Capitão Ivanildo Ferreira | 1 / 41  | Oposição     |
| PPS     | Cláudio Almeida           | 1 / 41  | Governo      |
| PCdoB   | Sandra Batista            | 1 / 41  | Oposição     |

## Deputados estaduais
Foram eleitos quarenta e um (41) deputados federais pelo estado.
| Número | Deputados estaduais eleitos                  | Partido | Votação | Percentual | Cidade onde nasceu   | Unidade federativa |
| 41111  | Duciomar Costa                               | PSD     | 37.350  | 2,03%      | Tracuateua           | Pará               |
| 25133  | Pastor Carlos de Jesus                       | PFL     | 29.456  | 1,60%      |                      |                    |
| 11110  | José Rodrigues de Souza Neto (Zé Neto)       | PPB     | 23.282  | 1,27%      |                      |                    |
| 11115  | Cipriano Sabino de Oliveira Júnior           | PPB     | 22.072  | 1,20%      | Prainha              | Pará               |
| 22120  | Luiz Afonso de Proença Sefer                 | PL      | 21.977  | 1,20%      | Belém                | Pará               |
| 45151  | Maria de Lourdes Lima de Oliveira            | PSDB    | 21.718  | 1,18%      | Irituia              | Pará               |
| 45144  | Zeca Araújo                                  | PSDB    | 21.190  | 1,15%      | Belém                | Pará               |
| 45110  | Martinho Carmona                             | PSDB    | 20.832  | 1,13%      | Belém                | Pará               |
| 11120  | Antenor Fonseca de Oliveira (Antenor Bararú) | PPB     | 18.187  | 0,99%      | Santa Luzia do Pará  | Pará               |
| 45112  | Mário Couto                                  | PSDB    | 17.663  | 0,96%      | Salvaterra           | Pará               |
| 15109  | Haroldo Martins                              | PMDB    | 17.520  | 0,95%      | Cametá               | Pará               |
| 45188  | Faisal Hussain                               | PSDB    | 17.086  | 0,93%      | Agudos               | São Paulo          |
| 12234  | Francisco Victer                             | PDT     | 16.477  | 0,90%      | Juiz de Fora         | Minas Gerais       |
| 45147  | Elza Miranda                                 | PSDB    | 16.276  | 0,89%      | Marabá               | Pará               |
| 12120  | Luís Cunha                                   | PDT     | 16.161  | 0,88%      | Augusto Corrêa       | Pará               |
| 45125  | Antônio Armando                              | PSDB    | 16.102  | 0,88%      | Marituba             | Pará               |
| 12101  | Zequinha Marinho                             | PDT     | 16.060  | 0,87%      | Araguacema           | Tocantins          |
| 14110  | Pio X                                        | PTB     | 15.819  | 0,86%      |                      |                    |
| 40150  | Capitão Ivanildo                             | PSB     | 15.583  | 0,85%      | Maracanã             | Pará               |
| 45150  | Cezar Colares                                | PSDB    | 15.318  | 0,83%      | Belém                | Pará               |
| 15115  | Gabriel Guerreiro                            | PMDB    | 15.017  | 0,82%      | Oriximiná            | Pará               |
| 13123  | Maria do Carmo                               | PT      | 14.612  | 0,80%      | Santarém             | Pará               |
| 13500  | Zé Geraldo                                   | PT      | 14.589  | 0,79%      | São Gabriel da Palha | Espírito Santo     |
| 14555  | Claudinei Furman                             | PTB     | 13.858  | 0,75%      | Brasília             | Distrito Federal   |
| 15105  | Zé Lima                                      | PMDB    | 13.555  | 0,74%      |                      |                    |
| 25125  | André Teixeira Dias                          | PFL     | 13.459  | 0,73%      | Belém                | Pará               |
| 11151  | Rosa de Fátima Barge Hage                    | PPB     | 13.356  | 0,73%      | Belém                | Pará               |
| 15192  | Hélio Leite                                  | PMDB    | 12.808  | 0,70%      |                      |                    |
| 15111  | Durbiratan de Almeida Barbosa (Bira)         | PMDB    | 12.562  | 0,68%      | Chaves               | Pará               |
| 15135  | Di                                           | PMDB    | 12.481  | 0,68%      |                      |                    |
| 14610  | Bosco                                        | PTB     | 12.189  | 0,66%      |                      |                    |
| 15195  | Antônio Rocha                                | PMDB    | 12.034  | 0,65%      | Santarém             | Pará               |
| 15156  | Cristina                                     | PMDB    | 11.706  | 0,64%      |                      |                    |
| 22123  | Nadir Neves                                  | PL      | 11.579  | 0,63%      |                      |                    |
| 22123  | Soares                                       | PL      | 10.551  | 0,57%      |                      |                    |
| 13513  | Mário Cardoso                                | PT      | 10.542  | 0,57%      |                      |                    |
| 13131  | Araceli Lemos                                | PT      | 10.335  | 0,56%      | Inhangapi            | Pará               |
| 25234  | Murilo                                       | PFL     | 8.971   | 0,49%      |                      |                    |
| 23611  | Cláudio Almeida                              | PPS     | 7.890   | 0,43%      |                      |                    |
| 41101  | Sarub                                        | PSD     | 7.178   | 0,39%      |                      |                    |
| 65123  | Sandra Batista                               | PCdoB   | 6.525   | 0,36%      |                      |                    |